# RAI国立交響楽団
RAI国立交響楽団（ライこくりつこうきょうがくだん、イタリア語: Orchestra Sinfonica Nazionale della RAI）は、イタリアのトリノに本拠地を置く放送オーケストラである。

## 沿革
1994年に、それまでローマ・ミラノ・トリノ・ナポリにあったRAI（イタリア国営放送）所属のオーケストラを、トリノRAI交響楽団を中心に整理・統合して誕生した。

## 首席指揮者等
初代首席指揮者はフランク・シップウェイ。2001年から2007年までラファエル・フリューベック・デ・ブルゴス、2009年から2016年までユライ・ヴァルチュハ、2016年から2020年までジェームズ・コンロン、2023年からアンドレス・オロスコ＝エストラーダが首席指揮者を務める

また、名誉指揮者としてエリアフ・インバル（1996年-2001年）やジェフリー・テイト(2002年-2011年)、また客演指揮者としてジャナンドレア・ノセダ(1996年-2001年)らが名を連ねている。レコーディングはズービン・メータが指揮した『椿姫』があるほか、各種テレビ放送の出演も多い。
そもそもの成り立ちはトリノに最初の交響楽団が創設された1931年までさかのぼる。その後ローマ、ミラノ、ナポリに交響楽団が、ナポリにはアレッサンドロ・スカルラッティの名前を冠した管弦楽団もつくられた。
これらのオーケストラには客演した指揮者としてはヴィットリオ・グイ、ヴィルヘルム・フルトヴェングラー、ヘルベルト・フォン・カラヤン、アントニオ・グァルニエリ、イーゴリ・ストラヴィンスキー、レオポルド・ストコフスキー、セルジュ・チェリビダッケ、カルロ・マリア・ジュリーニ、マリオ・ロッシ、フランコ・カラッチオーロ、ロリン・マゼール、トーマス・シッパーズ、ズービン・メータ、ヴォルフガング・サヴァリッシュなどの名指揮者が名を連ねる。
またイタリア生まれのクラウディオ・アバド、リッカルド・シャイー、リッカルド・ムーティ、ジュゼッペ・シノーポリなどにとっても、これらのオーケストラでデビューを飾ることが登竜門のひとつとなっていた。